# ماگنوس ششم، پادشاه نروژ
ماگنوس ششم نروژ (انگلیسی: Magnus VI of Norway; ۱ مهٔ ۱۲۳۸ – ۹ مهٔ ۱۲۸۰) پادشاه نروژ بین سال‌های ۱۲۶۳ تا ۱۲۸۰ میلادی بود.